# M.F. Lutzenrath
M.F. Lutzenrath was een van oorsprong Duits uurwerkmaker-monteur. Hij woonde in een burgerhuis met klokgevel (Simon Stevinplein 21, tweede helft van de 19de eeuw) in Brugge. De centraal geplaatste uurwerkplaat op de voorgevel verwijst naar deze uurwerkmaker. Hij plaatste in 1837 een nieuw echappement en balans (of onrust) aan het uurwerk van het Belfort van Brugge. In 1842 repareerde hij een tandrad om de minuten op de westelijke wijzerplaat aan te geven. Hij deed hetzelfde in 1845 voor de oostelijke wijzerplaat.